# Phiphat Saengwong
Phiphat Saengwong (thailändisch พิพัฒน์ แสงวงศ์, * 1. Juni 1999 in Pathum Thani) ist ein thailändischer Fußballspieler.

## Karriere
Phiphat Saengwong erlernte das Fußballspielen in Portugal bei Sporting Braga. Seinen ersten Vertrag unterschrieb er am 3. Juli 2017 in seinem Heimatland beim Police Tero FC. Der Verein aus der Hauptstadt Bangkok spielte in der ersten Liga, der Thai League. Bei Police wurde er 2018 viermal in der ersten Liga eingesetzt. In der Saison 2019 wurde er an den Drittligisten MOF Customs United FC ausgeliehen. Mit dem ebenfalls in Bangkok beheimateten Verein spielte er in der Lower Region der Liga. Am Ende der Saison wurde er mit den Customs Meister der Region und stieg in die zweite Liga auf. Im Januar 2019 wechselte er zum Erstligisten Bangkok United. Hier kam er in der U23-Mannschaft zum Einsatz. Das Team spielte in der Bangkok Region der vierten Liga. Am Ende der Saison feierte er mit der U23 die Vizemeisterschaft der Region. Die Saison 2021/22 stand er beim Drittligisten Pathumthani University FC unter Vertrag. Mit dem Verein spielte er in der Western Region der Liga. Am Ende der Saison wurde er mit Pathumthani Vizemeister. In den Aufstiegsspielen zur zweiten Liga konnte man sich jedoch nicht durchsetzen. Nach der Saison wechselte er im Mai 2022 zum Ligakonkurrenten Thawi Watthana Samut Sakhon United FC. Hier wurde der Vertrag jedoch Ende August 2022 wieder aufgelöst. Am 27. August 2022 verpflichtete ihn der in der Bangkok Metropolitan Region spielende Royal Thai Air Force FC. Hier absolvierte er in der Hinserie fünf Drittligaspiele. Im Dezember 2022 wechselte er in die zweite Liga, wo er in Udon Thani einen Vertrag beim Udon Thani FC unterschrieb. Am Ende der Saison 2022/23 wurde er mit Udon Thani Tabellenletzter und stieg somit aus der zweiten Liga ab. Nach dem Abstieg und 16 Ligaspielen wechselte er im Sommer 2023 zum Drittligaaufsteiger The Icon RSU FC. Mit dem Verein aus Pathum Thani spielt er in der Bangkok Metropolitan Region der Liga.

## Erfolge
MOF Customs United
- Thai League 3 – Lower: 2018  ▲